# Agamerion metallicum
Agamerion metallicum är en stekelart som beskrevs av Girault 1915. Agamerion metallicum ingår i släktet Agamerion och familjen puppglanssteklar. Inga underarter finns listade i Catalogue of Life.